# Trivirostra
Genre
Trivirostra est un genre de mollusques gastéropodes marins de la famille des Triviidae.

## Liste des espèces
Selon World Register of Marine Species (1 septembre 2021) :
- Trivirostra akroterion (C. N. Cate, 1979)
- Trivirostra angulata Fehse, 2017
- Trivirostra angustata Fehse, 2017
- Trivirostra bitou (Pallary, 1912)
- Trivirostra bocki F. Schilder & M. Schilder, 1944
- Trivirostra boswellae C. N. Cate, 1979
- Trivirostra boucancanotica Fehse & Grego, 2002
- Trivirostra catina Fehse, 2017
- Trivirostra clariceae C. N. Cate, 1979
- Trivirostra corrugata (Pease, 1868)
- Trivirostra declivis Fehse, 2015
- Trivirostra dekkeri Fehse & Grego, 2009
- Trivirostra directa Fehse, 2017
- Trivirostra dolichis Fehse, 2017
- Trivirostra edgari (Shaw, 1909)
- Trivirostra elongata X.-T. Ma, 1997
- Trivirostra ginae Fehse & Grego, 2002
- Trivirostra hordacea (Kiener, 1844)
- Trivirostra houssayica Fehse, 2017
- Trivirostra hyalina Schilder, 1933
- Trivirostra insularum Schilder, 1944
- Trivirostra keehiensis C. N. Cate, 1979
- Trivirostra lacrima Fehse, 2015
- Trivirostra letourneuxi Fehse & Grego, 2008
- Trivirostra leylae Fehse & Grego, 2013
- Trivirostra mactanica Fehse & Grego, 2002
- Trivirostra matavai Fehse & Grego, 2013
- Trivirostra natalensis Schilder, 1932
- Trivirostra obliqua Fehse, 2017
- Trivirostra obscura (Gaskoin, 1849)
- Trivirostra oryza (Lamarck, 1810)
- Trivirostra oshimaensis C. N. Cate, 1979
- Trivirostra pellucidula (Reeve, 1846)
- Trivirostra poppei Fehse, 1999
- Trivirostra prosilia Fehse, 2015
- Trivirostra pseudotrivellona Fehse & Grego, 2008
- Trivirostra pyrena Fehse, 2017
- Trivirostra scabriuscula (Gray, 1827)
- Trivirostra shawi Schilder, 1933
- Trivirostra sphaeroides Schilder, 1933
- Trivirostra spioinsula C. N. Cate, 1979
- Trivirostra thaanumi C. N. Cate, 1979
- Trivirostra tomlini F. Schilder & M. Schilder, 1944
- Trivirostra triticum Schilder, 1932
- Trivirostra tryphaenae Fehse, 1998
- Trivirostra turneri Schilder, 1932
- Trivirostra vayssierei C. N. Cate, 1979
- Trivirostra vitrina C. N. Cate, 1979
- Trivirostra yangi Fehse & Grego, 2006

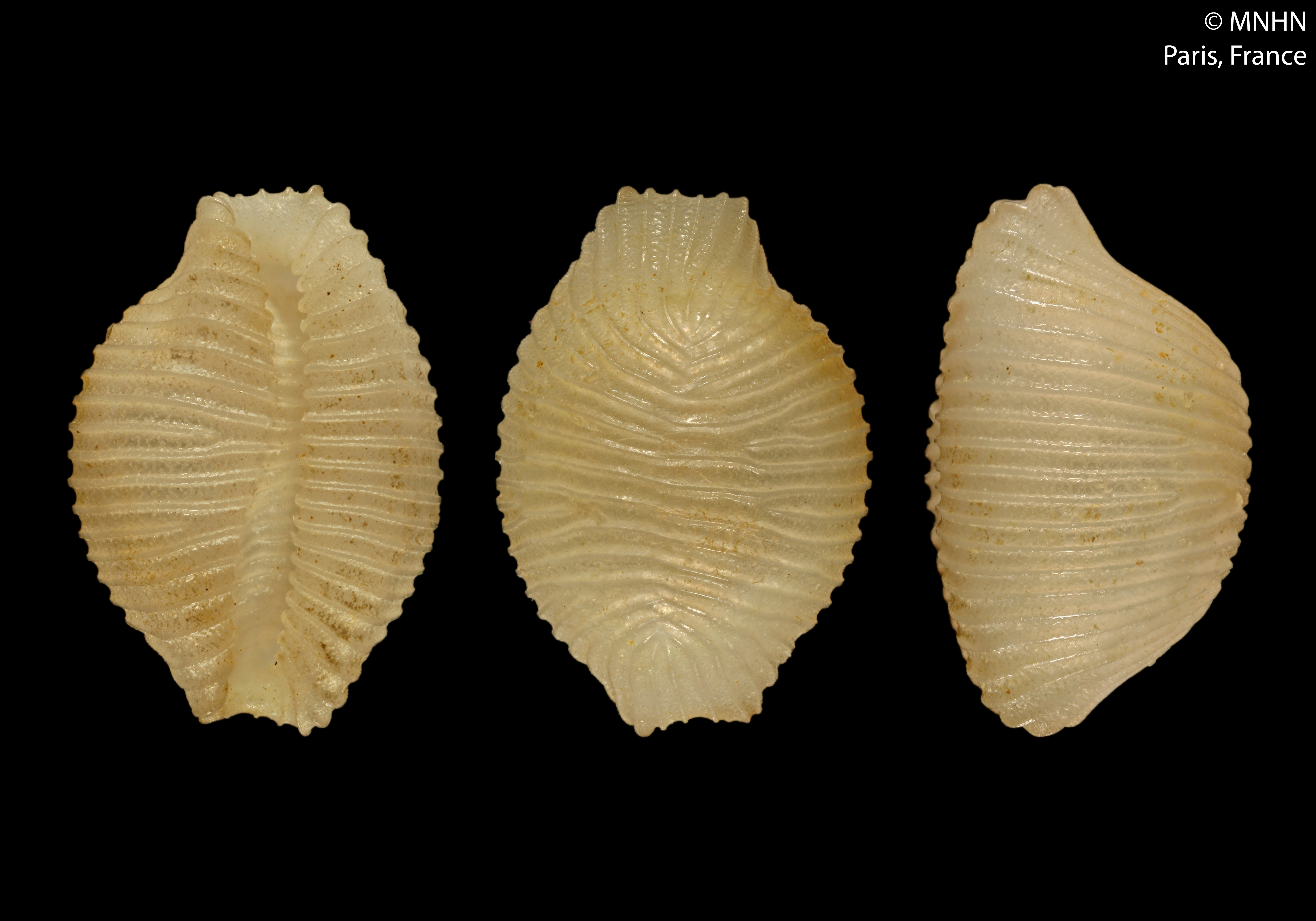
Trivirostra angulata
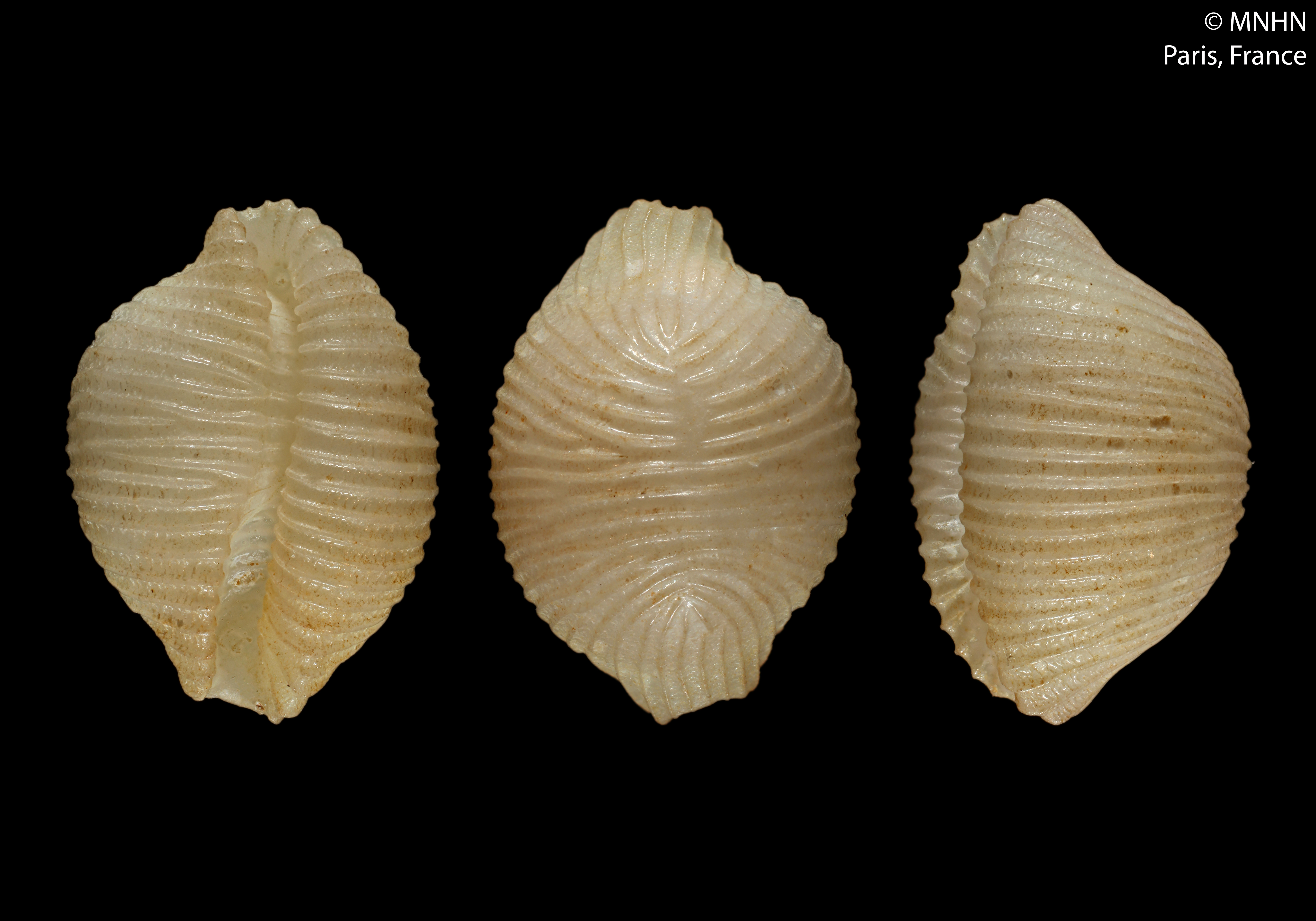
Trivirostra angustata
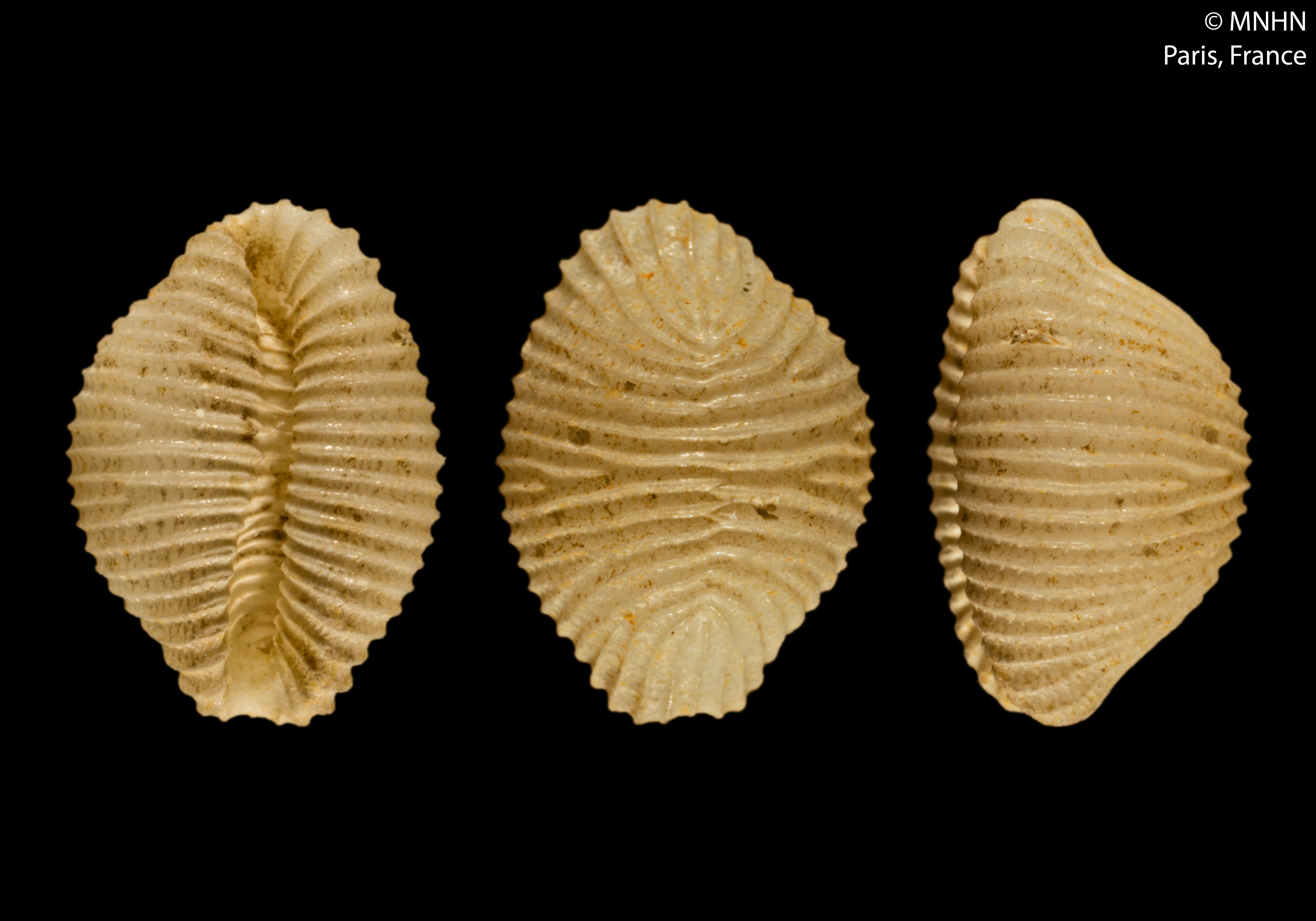
Trivirostra catina
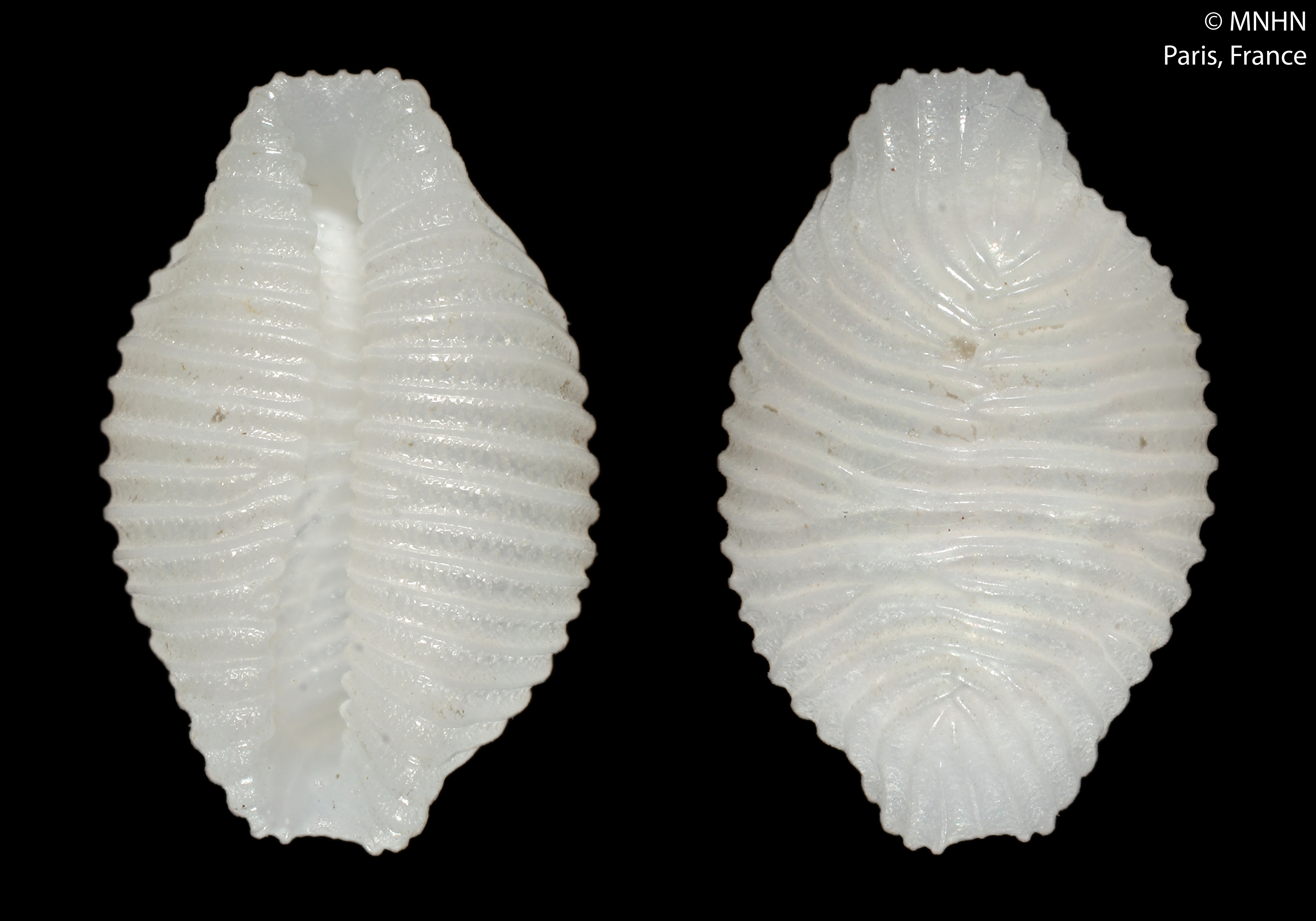
Trivirostra declivis
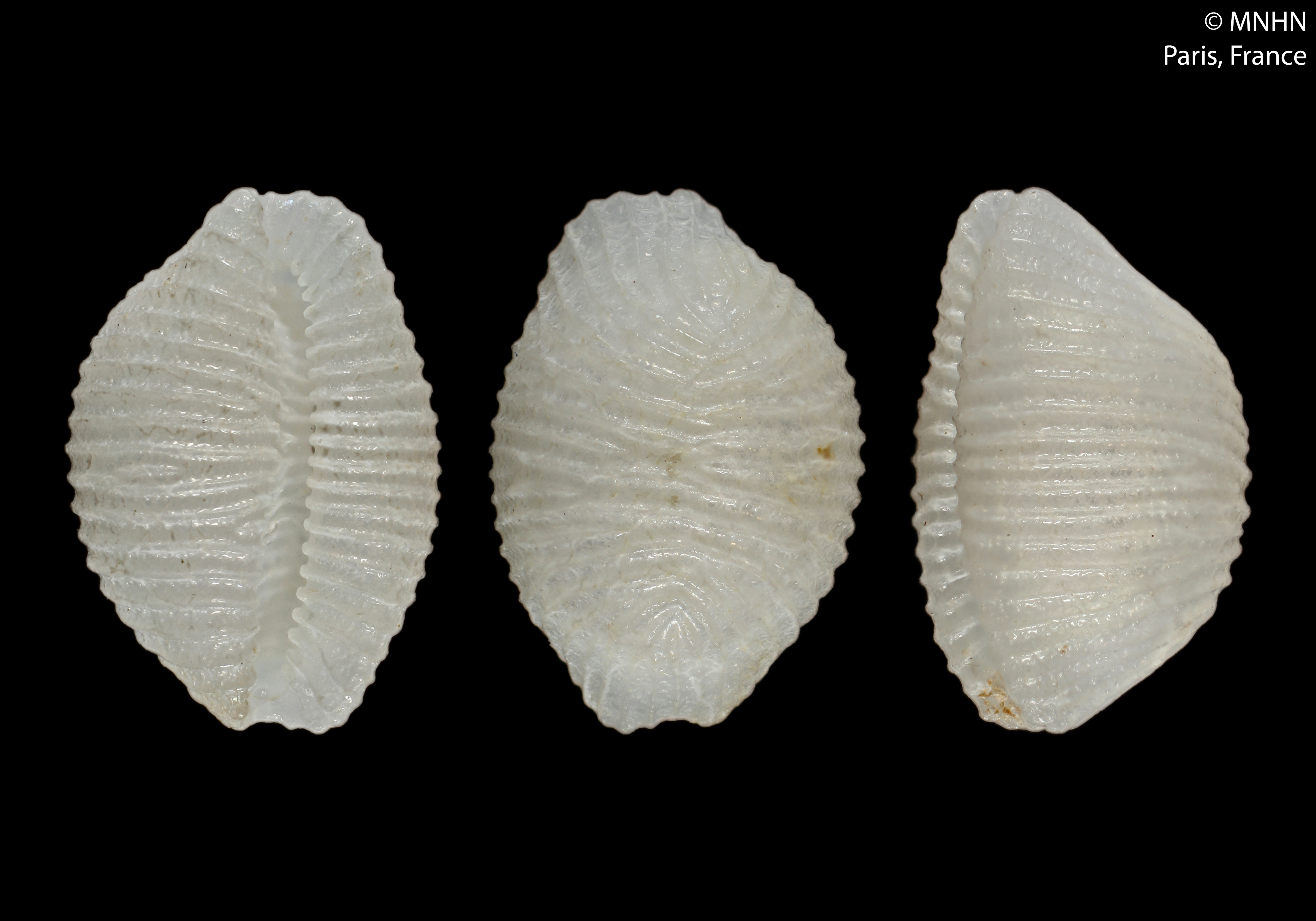
Trivirostra directa
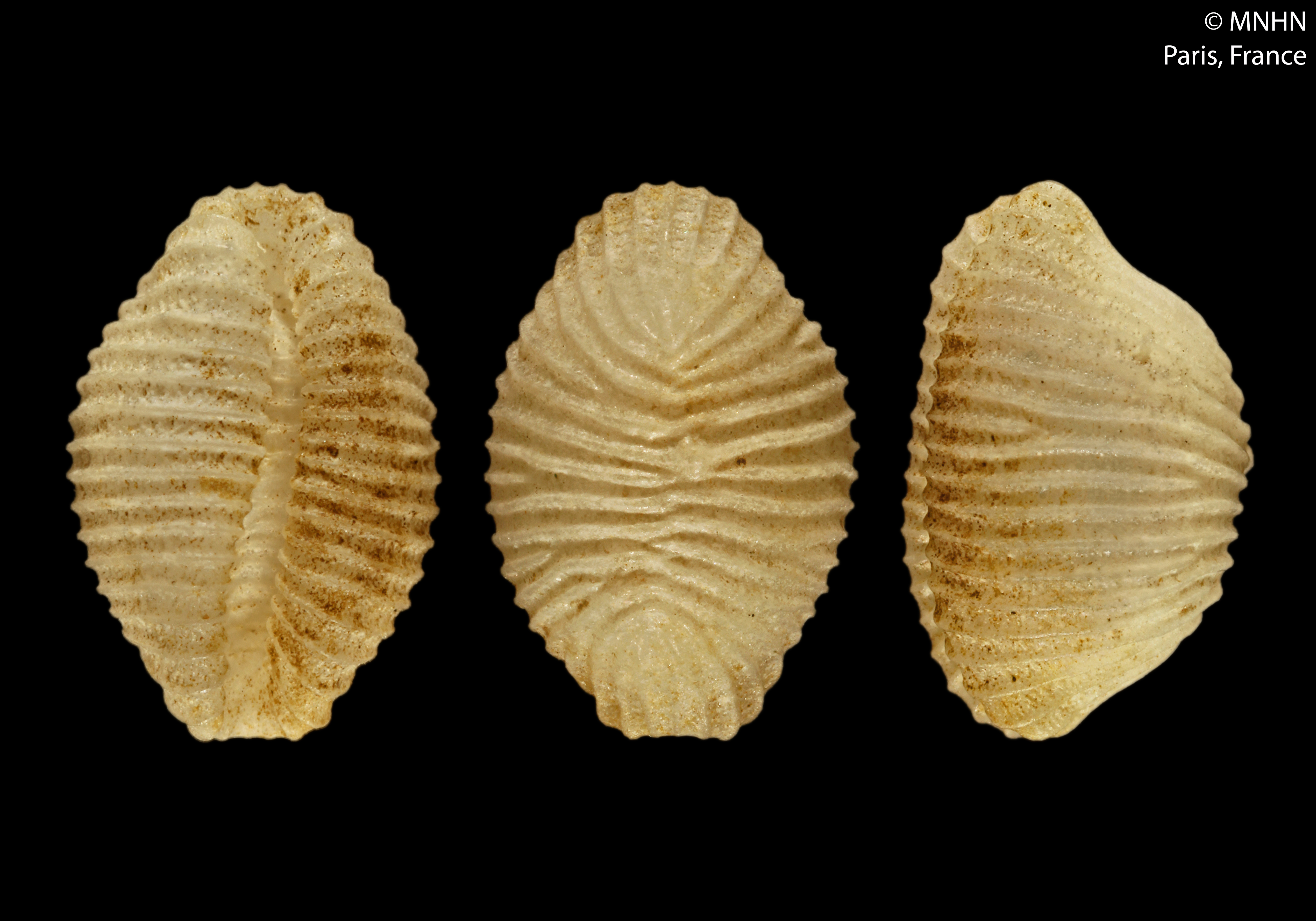
Trivirostra dolichis
Trivirostra edgari
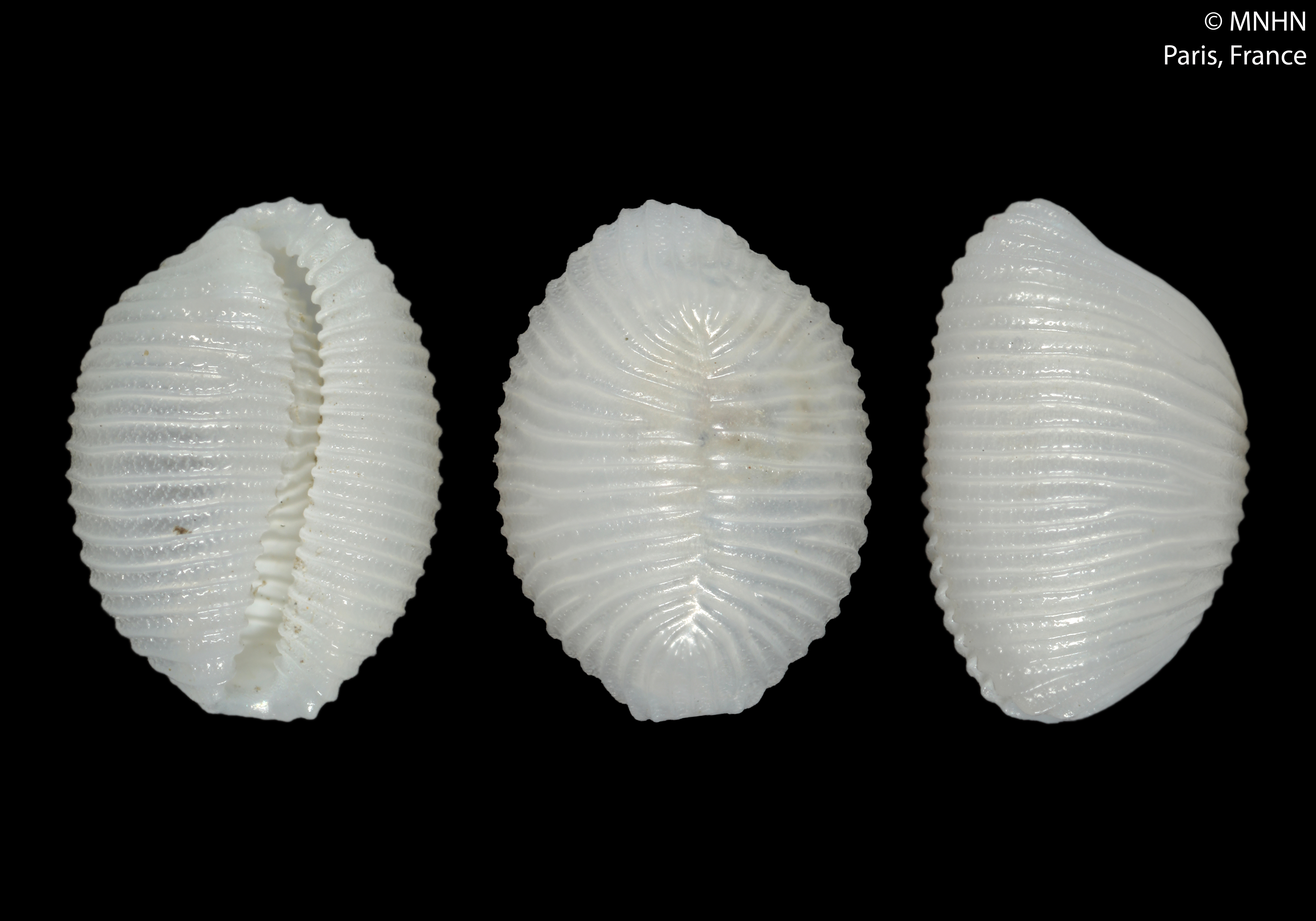
Trivirostra houssayica
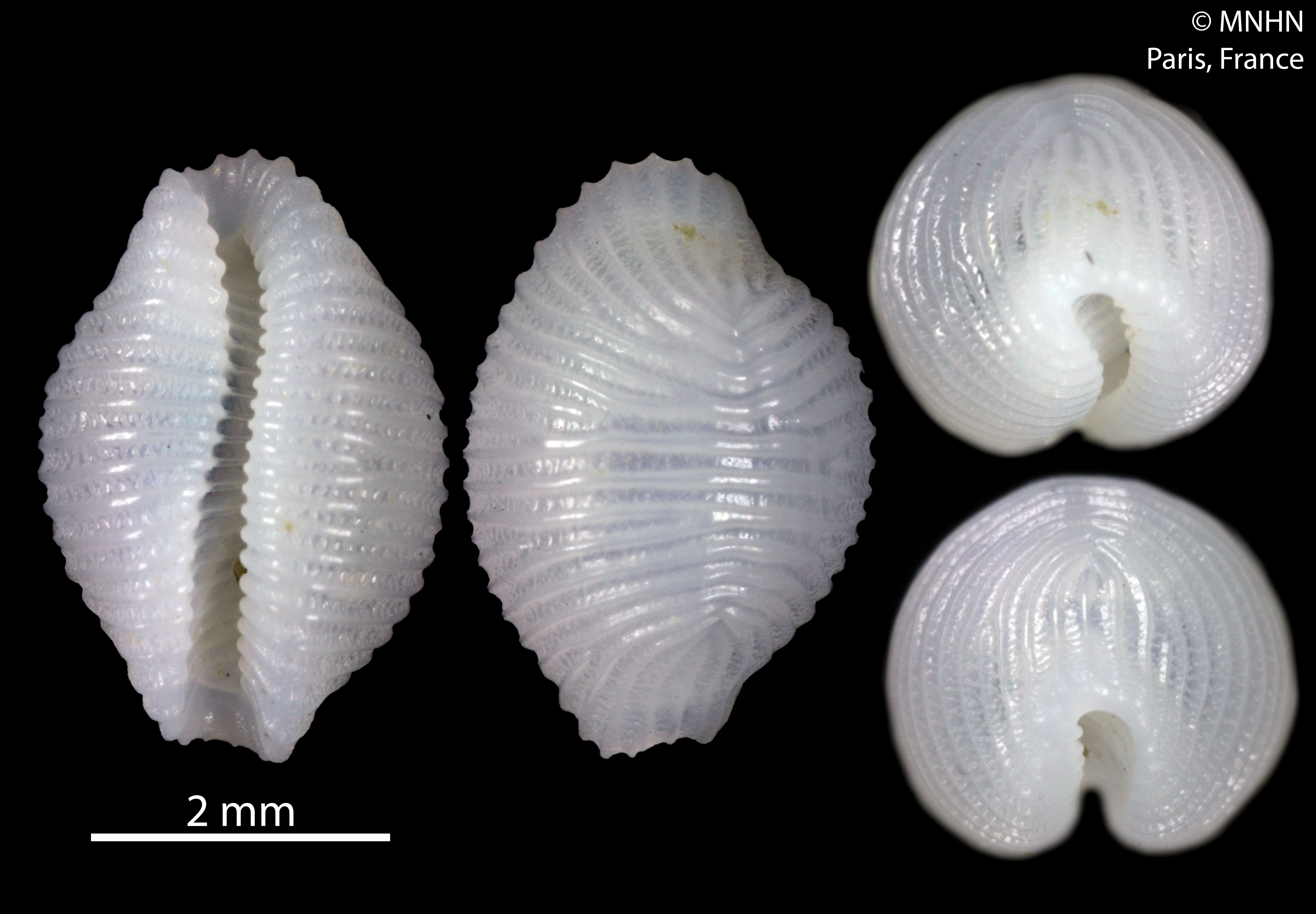
Trivirostra hyalina
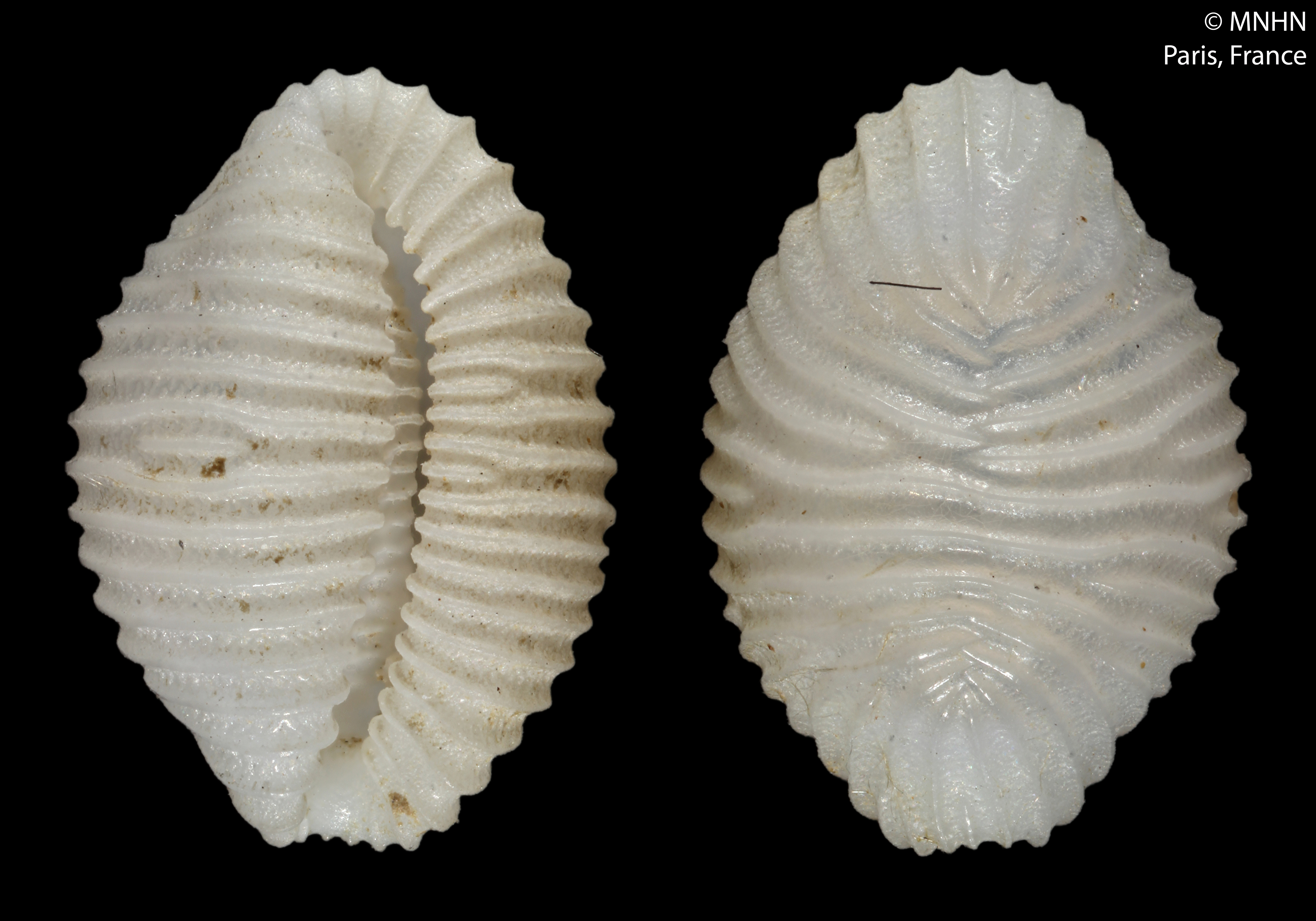
Trivirostra lacrima
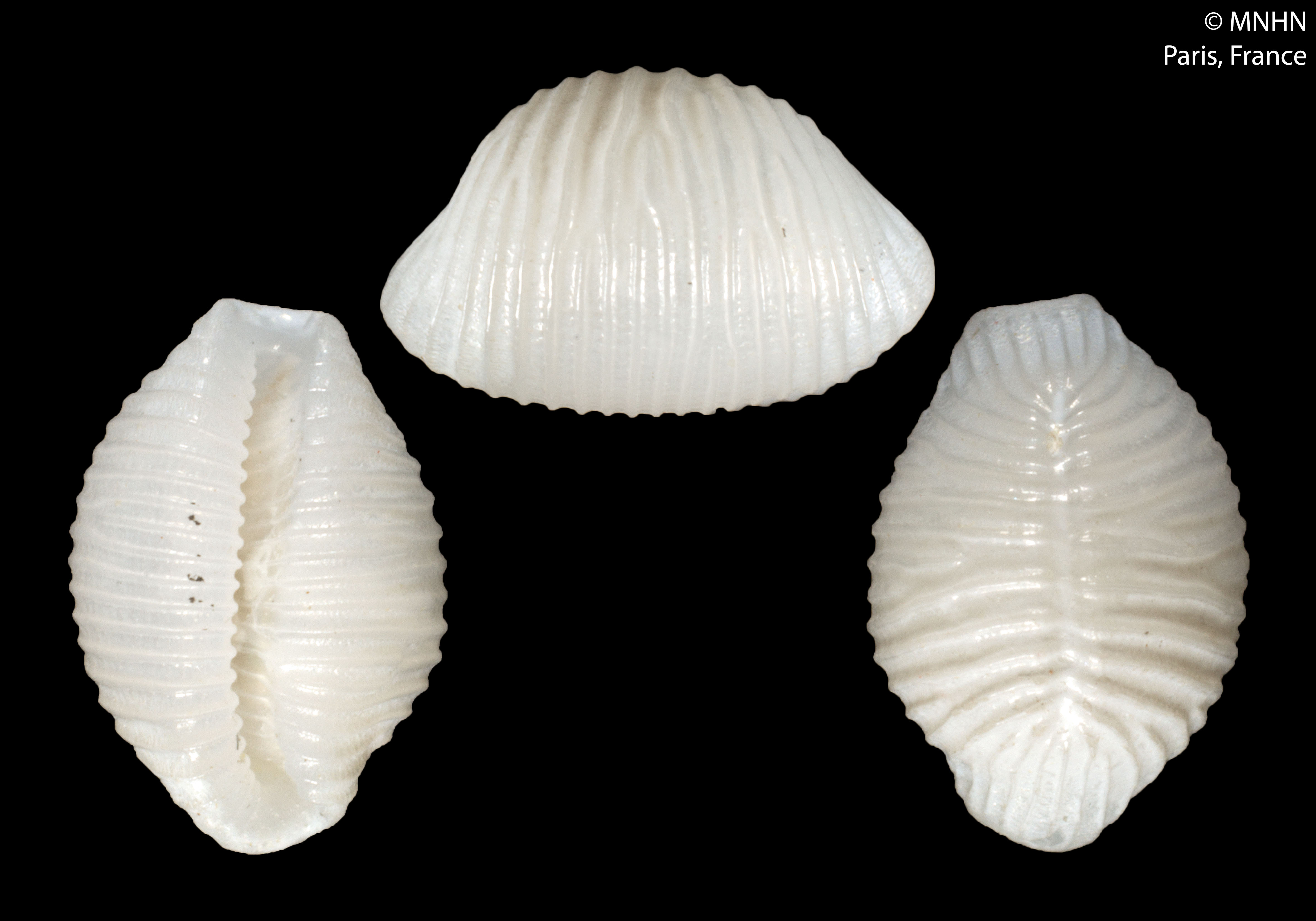
Trivirostra leylae
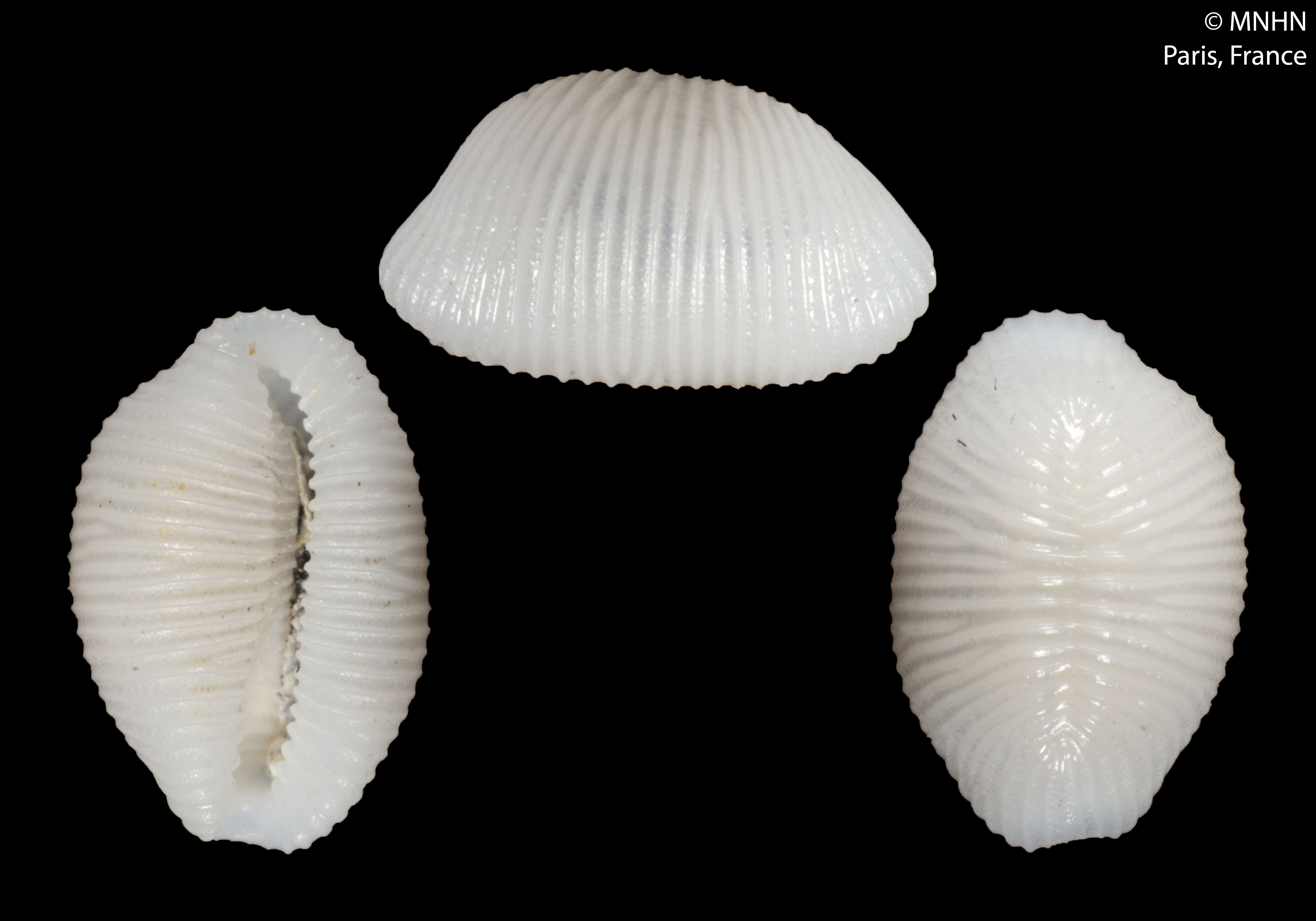
Trivirostra matavai
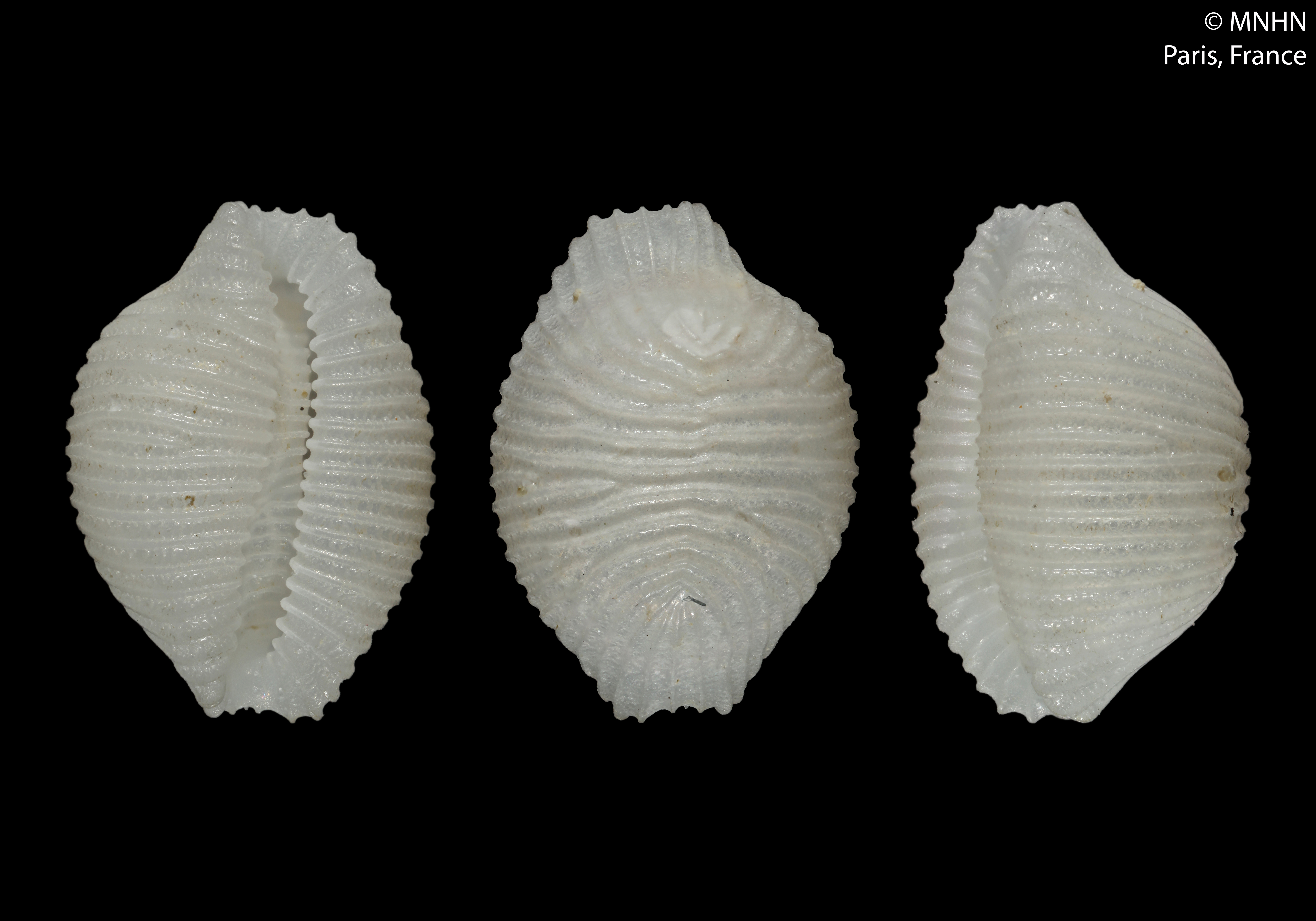
Trivirostra obliqua
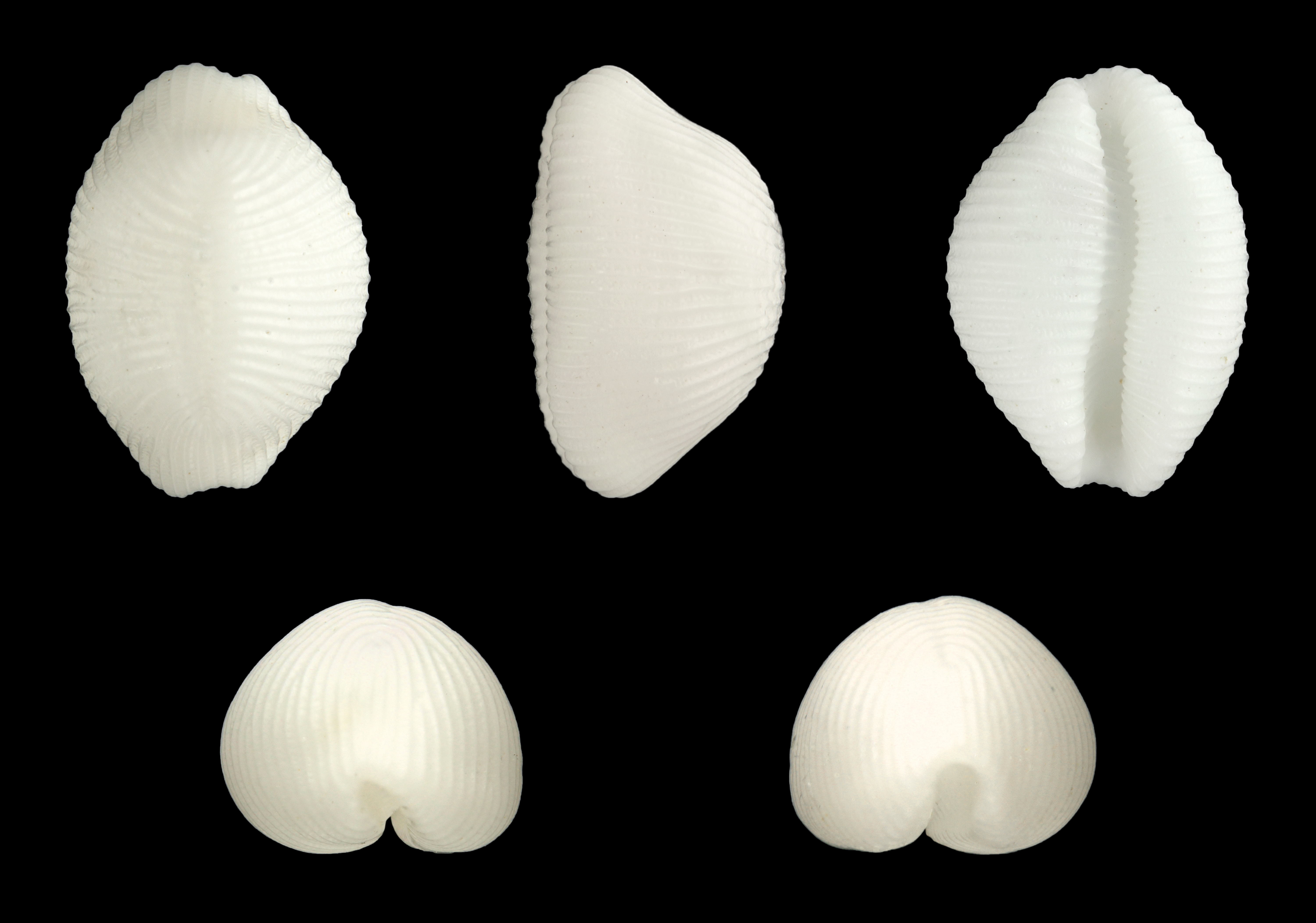
Trivirostra oryza
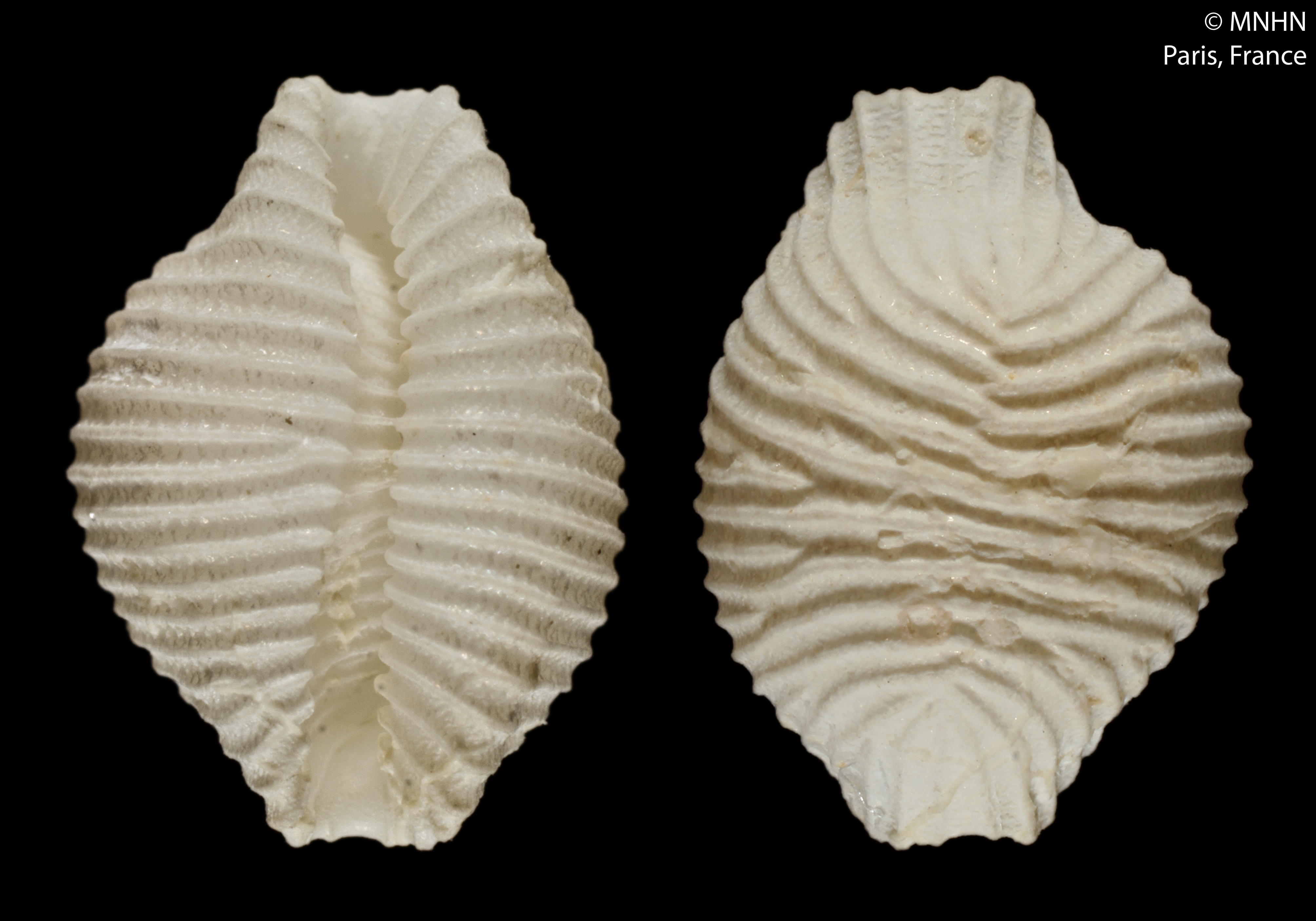
Trivirostra prosilia
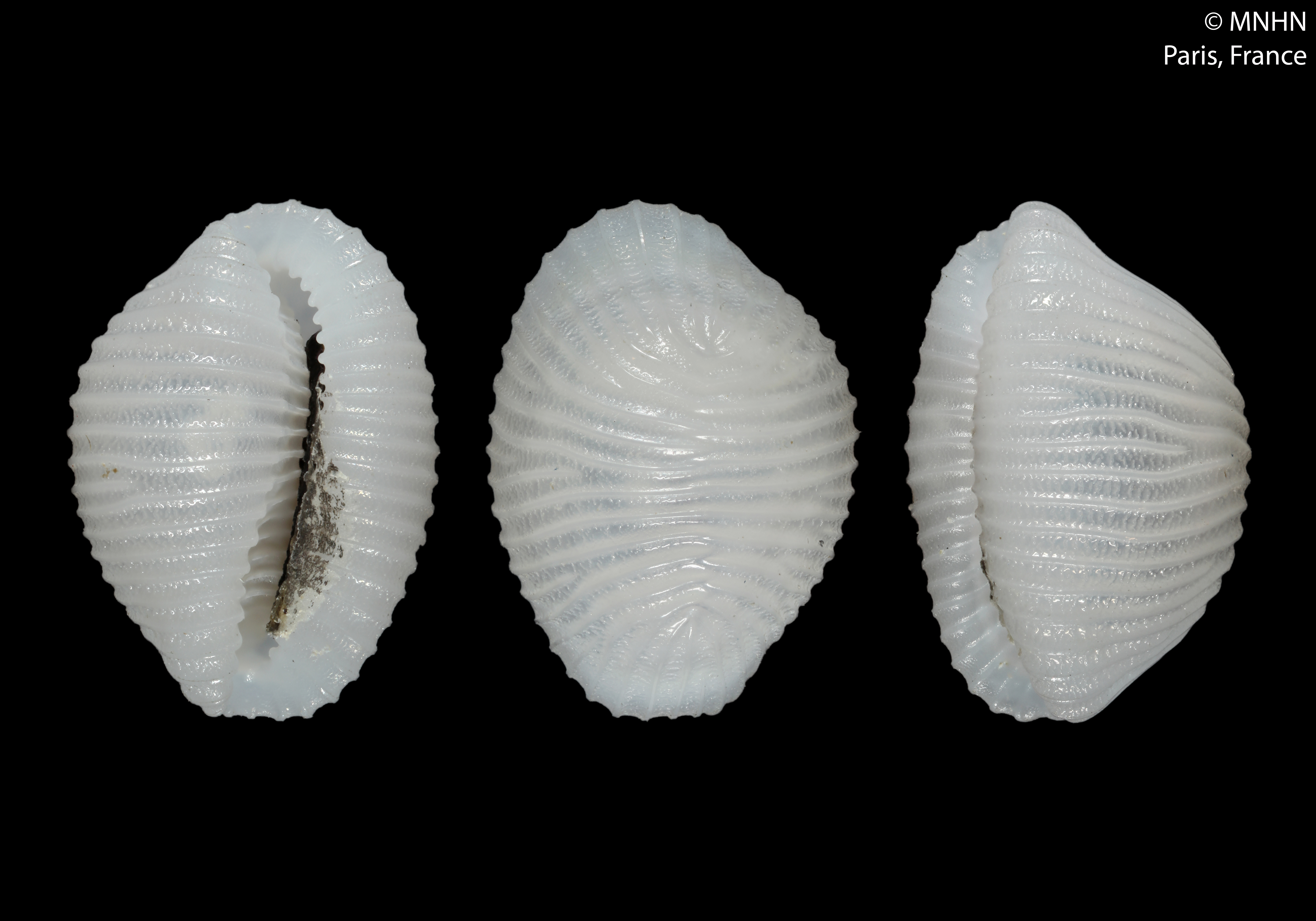
Trivirostra pyrena